# The Mighty Hero Gan Fengchi
The Mighty Hero Gan Fengchi (xinès simplificat:  大俠甘鳳池 ). Pel·lícula muda xinesa de l'estil wuxia de l'any 1928. També s'ha traduït a l'anglès com The Great Swordsman Gan Fengchi i com The Great Swordsman Gan Fengchi . Produïda per  Great Wall Film Company i dirigida per Yang Xiaozhong, director que va dirigir diverses pel·lícules d'aquest estil pels estudis Great Wall.

## Estil i realització
De la pel·lícula només s'han conservat 23 minuts, molt representatius del cinema de l'estil wuxia (arts marcials) plens d'escenes de lluita, escenes cridaneres i efectes especials, sobretot múltiples desaparicions a l'aire, un xoc aeri entre tres "sabres de llum" que surten de les palmes dels guerrers.

## Trama
La pel·lícula es basa en el relat sobre un personatge històric Gan Fengchi nadiu de Nanjing i que va viure durant els regnats dels emperadors Kangxi i Yongzheng de la Dinastia Qing. Un heroi cavalleresc  que lluitava per la justícia, ajudava als febles i donava ajuda als pobres. Alguns escriptors de l'estil wuxia, com Liang Yu Sheng i Wang Youliang  han escrit novel·les basades en el personatge. Es pot veure a Youtube.

## Repartiment
En el repartiment destaca la presència de l'actriu xinesa, nascuda a Estats Units, de nom Olive Young, però que també és coneguda pel seu nom xinès Yang Aili. Els altres protagonistes son els actors Wang Zhengqing en el paper de Gan Fengchi, Wang Guilin i Hong Jingling i l'actriu Liu Hanjun .